# 한소희 (배우)
한소희는 대한민국의 배우이다.

## 영화
- 2014년 카트 단역 - 여경10 역